# Junction Point Studios
Junction Point Studios è stata un'azienda statunitense dedita allo sviluppo di videogiochi con sede nella città di Austin (Texas), fondata da Warren Spector nel 2005 e chiusa nel 2013; per gran parte della sua esistenza, ha fatto parte del gruppo Disney Interactive.

## Storia
Lo studio è stato fondato nel 2005 da Warren Spector e da Art Min grazie alla collaborazione di diversi ex-dipendenti della Ion Storm, dove Spector  e Min avevano lavorato in precedenza.
Dalle sue origini fino all'acquisizione da parte di Disney Interactive Studios, la società ha lavorato a un gioco con motore grafico Source che doveva essere distribuito sulla piattaforma digitale Steam di Valve. Più tardi fu annunciato che il gioco avrebbe dovuto essere legato alla serie Half-Life cancellata dopo l'acquisto della società da parte della Disney.
Lo studio ha sviluppato Epic Mickey: La leggendaria sfida di Topolino, rilasciato il 25 novembre 2010 in Europa e il 30 novembre in Nordamerica. Il gioco segue le avventure di Topolino a Rifiutolandia, un mondo in cui vivono tutti i personaggi dimenticati come Oswald il coniglio fortunato. Junction Point ha annunciato che il gioco sarebbe stato una "combinazione di azione e gioco di ruolo, narrazione tradizionale e libera scelta da parte del giocatore", e avrebbe sfruttato il motore grafico Gamebryo. Il gioco è stato sviluppato solamente per piattaforma Wii.
Il 21 marzo 2012, Warren Spector ha annunciato che era in fase di sviluppo un sequel per Wii e Wii U. Il gioco è stato poi rilasciato il 3 novembre 2012 in Europa e il 18 novembre in Nordamerica con il nome  Epic Mickey 2: L'avventura di Topolino e Oswald.
Il 29 gennaio 2013, Disney Interactive Studios ha confermato la chiusura definitiva dello studio; prima della sua chiusura, Junction Point era al lavoro su un videogioco denominato Project Goliath.

## Videogiochi
| Anno | Titolo                                          | Piattaforma/e                           |
| ---- | ----------------------------------------------- | --------------------------------------- |
| 2010 | Epic Mickey: La leggendaria sfida di Topolino   | Wii                                     |
| 2012 | Epic Mickey 2: L'avventura di Topolino e Oswald | Wii U, PlayStation 3, Xbox 360, Windows |